# 小行星5177
小行星5177（英語：5177 Hugowolf）是一颗围绕太阳公转的小行星。1989年1月10日，佛蒙特·伯根在陶腾堡发现了此天体。
这颗小行星的绝对星等为283.84485等。